# Eredivisie 2019/20 (mannenvoetbal)/Transfers winter
Dit is een lijst van transfers uit de Nederlandse Eredivisie in de winterstop van het seizoen 2019/20. Hierin staan alleen transfers die clubs uit de Eredivisie hebben voltooid.
De transferperiode duurde van 3 januari 2020 tot 31 januari 2020. Deals mogen op elk moment van het jaar gesloten worden, maar de transfers zelf mogen pas in de transferperiodes plaatsvinden. Transfervrije spelers (spelers zonder club) mogen op elk moment van het jaar gecontracteerd worden.
| Speler                    | Nationaliteit                | Oude club                     | Nieuwe club                | Extra           |
| ------------------------- | ---------------------------- | ----------------------------- | -------------------------- | --------------- |
| Abdallah Aberkane         | Nederland / Marokko          | Sparta Rotterdam              | Excelsior                  | Transfervrij    |
| Amir Absalem              | Nederland / Marokko          | FC Groningen                  | Almere City FC             | Gehuurd         |
| Luka Adžić                | Servië                       | RSC Anderlecht                | FC Emmen                   | Gehuurd         |
| Yassin Ayoub              | Marokko / Nederland          | Feyenoord                     | Panathinaikos FC           | Transfervrij    |
| Ryan Babel                | Nederland / Suriname         | Galatasaray SK                | Ajax                       | Gehuurd         |
| Nikki Baggerman           | Nederland                    | RKC Waalwijk                  | SV TEC                     | Gehuurd         |
| Tudor Băluță              | Roemenië                     | Brighton & Hove Albion FC     | ADO Den Haag               | Gehuurd         |
| Boureima Hassane Bandé    | Burkina Faso                 | Ajax                          | FC Thun                    | Gehuurd         |
| Iliass Bel Hassani        | Nederland / Marokko          | PEC Zwolle                    | Al-Wakrah SC               | Onbekend bedrag |
| Hilal Ben Moussa          | Nederland / Marokko          | ACS Sepsi OSK Sfântu Gheorghe | FC Emmen                   | Transfervrij    |
| Charlison Benschop        | Curaçao / Nederland          | FC Groningen                  | Apollon Limasol            | Onbekend bedrag |
| Léon Bergsma              | Nederland                    | AZ                            | FC Den Bosch               | Gehuurd         |
| Steven Bergwijn           | Nederland / Suriname         | PSV                           | Tottenham Hotspur FC       | € 30.000.000    |
| Jamal Blackman            | Engeland / Jamaica           | Vitesse                       | Chelsea FC                 | Was gehuurd     |
| Laurens De Bock           | België                       | Leeds United AFC              | ADO Den Haag               | Gehuurd         |
| Victor van den Bogert     | Nederland                    | Willem II                     | De Graafschap              | Gehuurd         |
| Omar Bogle                | Engeland / Ghana             | Cardiff City FC               | ADO Den Haag               | Gehuurd         |
| Róbert Boženík            | Slowakije                    | MŠK Žilina                    | Feyenoord                  | € 5.000.000     |
| Michael Breij             | Nederland                    | FC Groningen                  | SC Cambuur                 | Onbekend bedrag |
| Joshua Brenet             | Nederland / Curaçao          | 1899 Hoffenheim               | Vitesse                    | Gehuurd         |
| Tim Brinkman              | Nederland                    | FC Utrecht                    | SV Spakenburg              | Onbekend bedrag |
| Lukas Browning Lagerfeldt | Zweden / Ierland             | FC Twente                     | Örgryte IS                 | Transfervrij    |
| Damian van Bruggen        | Nederland                    | VVV-Venlo                     | NK Inter Zaprešić          | Onbekend bedrag |
| Thomas Bruns              | Nederland                    | PEC Zwolle                    | Vitesse                    | Was gehuurd     |
| Thomas Bruns              | Nederland                    | Vitesse                       | VVV-Venlo                  | Gehuurd         |
| Jaimy Brute               | Nederland                    | Sparta Rotterdam              | Onbekend                   | Transfervrij    |
| Mick van Buren            | Nederland                    | Slavia Praag                  | ADO Den Haag               | Gehuurd         |
| Wouter Burger             | Nederland                    | Feyenoord                     | Excelsior                  | Gehuurd         |
| Delano Burgzorg           | Nederland / Suriname         | Spezia                        | Heracles Almelo            | Gehuurd         |
| Görkem Can                | Turkije / Duitsland          | FC Schalke 04                 | FC Groningen               | Onbekend bedrag |
| Paweł Cibicki             | Zweden / Polen               | ADO Den Haag                  | Leeds United AFC           | Was gehuurd     |
| Karim Coulibaly           | Senegal / Frankrijk          | Willem II                     | SC Toulon                  | Gehuurd         |
| Lennart Czyborra          | Duitsland                    | Heracles Almelo               | Atalanta Bergamo           | € 4.500.000     |
| Pontus Dahlberg           | Zweden                       | Watford FC                    | FC Emmen                   | Gehuurd         |
| Oussama Darfalou          | Algerije                     | Vitesse                       | VVV-Venlo                  | Gehuurd         |
| Filip Delaveris           | Noorwegen                    | Odds BK                       | Vitesse                    | Onbekend bedrag |
| Job Derksen               | Nederland                    | ONU Tigers                    | FC Twente                  | Onbekend bedrag |
| Halil Dervişoğlu          | Turkije / Nederland          | Sparta Rotterdam              | Brentford FC               | € 3.000.000     |
| Anders Dreyer             | Denemarken                   | sc Heerenveen                 | Brighton & Hove Albion FC  | Was gehuurd     |
| Mark Duffy                | Engeland                     | Sheffield United FC           | ADO Den Haag               | Gehuurd         |
| Achraf El Bouchataoui     | Nederland / Marokko          | Feyenoord                     | FC Dordrecht               | Gehuurd         |
| Ouail El Merabet          | Nederland / Marokko          | Zonder club                   | Sparta Rotterdam           | Transfervrij    |
| Runar Espejord            | Noorwegen                    | Tromsø IL                     | sc Heerenveen              | € 500.000       |
| Håkon Evjen               | Noorwegen                    | FK Bodø/Glimt                 | AZ                         | € 2.500.000     |
| Milan van Ewijk           | Nederland                    | ADO Den Haag                  | SC Cambuur                 | Gehuurd         |
| Carlos Faya               | Venezuela                    | Academia Puerto Cabello       | Fortuna Sittard            | Gehuurd         |
| Jeffry Fortes             | Kaapverdië / Nederland       | Excelsior                     | Sparta Rotterdam           | Onbekend bedrag |
| Emil Frederiksen          | Denemarken                   | sc Heerenveen                 | SønderjyskE                | Gehuurd         |
| Nikolai Baden Frederiksen | Denemarken                   | Juventus FC                   | Fortuna Sittard            | Gehuurd         |
| Kerim Frei                | Turkije / Zwitserland        | Istanbul Başakşehir           | FC Emmen                   | Gehuurd         |
| Fred Friday               | Nigeria                      | AZ                            | Zonder club                | Transfervrij    |
| Guillermo Gauna           | Nederland                    | AZ                            | Almere City FC             | Onbekend bedrag |
| Roy Gelmi                 | Chili / Nederland            | FC Thun                       | VVV-Venlo                  | Gehuurd         |
| Donny Gorter              | Nederland / Zwitserland      | ADO Den Haag                  | Zonder club                | Transfervrij    |
| Emil Hansson              | Zweden / Noorwegen           | Hannover 96                   | RKC Waalwijk               | Gehuurd         |
| Cian Harries              | Wales                        | Fortuna Sittard               | Swansea City AFC           | Was gehuurd     |
| Mike Havekotte            | Nederland                    | ADO Den Haag                  | FC Dordrecht               | Gehuurd         |
| Thom Haye                 | Nederland / Indonesië        | ADO Den Haag                  | NAC Breda                  | Gehuurd         |
| Keisuke Honda             | Japan                        | Vitesse                       | Botafogo FR                | Transfervrij    |
| Jeroen Houwen             | Nederland                    | Vitesse                       | Go Ahead Eagles            | Gehuurd         |
| Ramón ten Hove            | Nederland                    | FC Dordrecht                  | Feyenoord                  | Was gehuurd     |
| David Jensen              | Denemarken                   | FC Utrecht                    | New York Red Bulls         | Onbekend bedrag |
| Bjørn Johnsen             | Noorwegen / Verenigde Staten | Rosenborg BK                  | AZ                         | Was gehuurd     |
| Bjørn Johnsen             | Noorwegen / Verenigde Staten | AZ                            | Ulsan Hyundai FC           | € 1.000.000     |
| Patrick Joosten           | Nederland                    | FC Utrecht                    | Sparta Rotterdam           | Gehuurd         |
| Liam Kelly                | Ierland / Engeland           | Feyenoord                     | Oxford United FC           | Gehuurd         |
| Žan Luka Kocjančič        | Slovenië                     | sc Heerenveen                 | ND Triglav Kranj           | Onbekend bedrag |
| Nicolas Kühn              | Duitsland                    | Ajax                          | FC Bayern München          | Gehuurd         |
| Noa Lang                  | Nederland / Suriname         | Ajax                          | FC Twente                  | Gehuurd         |
| Toni Lato                 | Spanje                       | PSV                           | Valencia CF                | Was gehuurd     |
| Ramon Leeuwin             | Nederland / Suriname         | Odense BK                     | AZ                         | Onbekend bedrag |
| Noah Lewis                | Nederland                    | FC Dordrecht                  | Feyenoord                  | Was gehuurd     |
| Simon Loshi               | Albanië / Nederland          | ADO Den Haag                  | KF Feronikeli              | Onbekend bedrag |
| Karim Loukili             | Marokko / Nederland          | Sparta Rotterdam              | 1. FC Phönix Lübeck        | Transfervrij    |
| Simon Makienok            | Denemarken                   | FC Utrecht                    | Dynamo Dresden             | Onbekend bedrag |
| Nemanja Mihajlović        | Servië                       | sc Heerenveen                 | Arka Gdynia                | Onbekend bedrag |
| Justin Ogenia             | Curaçao / Nederland          | Willem II                     | FC Eindhoven               | Gehuurd         |
| Luis Manuel Orejuela      | Colombia                     | Cruzeiro EC                   | Ajax                       | Was gehuurd     |
| Luis Manuel Orejuela      | Colombia                     | Ajax                          | Cruzeiro EC                | € 1.300.000     |
| Oğuzhan Özyakup           | Turkije / Nederland          | Beşiktaş JK                   | Feyenoord                  | Gehuurd         |
| Gastón Pereiro            | Uruguay                      | PSV                           | Cagliari                   | € 2.000.000     |
| Kristoffer Peterson       | Zweden                       | Swansea City AFC              | FC Utrecht                 | Gehuurd         |
| Michael Pinto             | Portugal / Luxemburg         | Fortuna Sittard               | Sparta Rotterdam           | Onbekend bedrag |
| Jannik Pohl               | Denemarken                   | AC Horsens                    | FC Groningen               | Was gehuurd     |
| Jannik Pohl               | Denemarken                   | FC Groningen                  | AC Horsens                 | Transfervrij    |
| Robin Polley              | Ghana / Nederland            | ADO Den Haag                  | FC Dordrecht               | Gehuurd         |
| Giacomo Quagliata         | Italië                       | FC Pro Vercelli               | Heracles Almelo            | Onbekend bedrag |
| Jhonny Quiñónez           | Ecuador                      | Willem II                     | SD Aucas                   | Was gehuurd     |
| Sander Rau                | Nederland                    | Fortuna Sittard               | Onbekend                   | Transfervrij    |
| Daishawn Redan            | Nederland                    | Hertha BSC                    | FC Groningen               | Gehuurd         |
| Tijjani Reijnders         | Nederland                    | AZ                            | RKC Waalwijk               | Gehuurd         |
| Ricardo Rodríguez         | Zwitserland / Chili          | AC Milan                      | PSV                        | Gehuurd         |
| Lazaros Rota              | Griekenland / Albanië        | MFK Zemplín Michalovce        | Fortuna Sittard            | Onbekend bedrag |
| Görkem Sağlam             | Duitsland / Turkije          | VfL Bochum                    | Willem II                  | Transfervrij    |
| Samuel Scheimann          | Israël / Nederland           | VVV-Venlo                     | Hapoel Ironi Kiryat Shmona | Onbekend bedrag |
| Kaj Sierhuis              | Nederland                    | FC Groningen                  | Ajax                       | Was gehuurd     |
| Kaj Sierhuis              | Nederland                    | Ajax                          | Stade Reims                | € 4.000.000     |
| Luciano Slagveer          | Nederland / Suriname         | FC Emmen                      | Puskás Akadémia FC         | Onbekend bedrag |
| Dean van der Sluys        | Nederland                    | RKC Waalwijk                  | TOP Oss                    | Transfervrij    |
| Elia Soriano              | Italië / Duitsland           | VVV-Venlo                     | Hapoel Ra'annana           | Transfervrij    |
| Jordan Spence             | Engeland                     | Zonder club                   | ADO Den Haag               | Transfervrij    |
| Stijn Spierings           | Nederland                    | RKC Waalwijk                  | Levski Sofia               | € 500.000       |
| Sem Steijn                | Nederland                    | Al-Wahda FC                   | ADO Den Haag               | Was gehuurd     |
| Wesley Storm              | Nederland                    | Cincinnati Dutch Lions FC     | ADO Den Haag               | Transfervrij    |
| Rico Strieder             | Duitsland                    | FC Utrecht                    | PEC Zwolle                 | Gehuurd         |
| Sam Stubbs                | Engeland                     | Middlesbrough FC              | ADO Den Haag               | Gehuurd         |
| George Thomas             | Wales / Engeland             | Leicester City FC             | ADO Den Haag               | Gehuurd         |
| Sondre Tronstad           | Noorwegen                    | FK Haugesund                  | Vitesse                    | Onbekend bedrag |
| Giovanni Troupée          | Nederland / Curaçao          | FC Utrecht                    | FC Twente                  | Gehuurd         |
| Junior van der Velden     | Nederland                    | FC Utrecht                    | FC Den Bosch               | Onbekend bedrag |
| Lars Veldwijk             | Zuid-Afrika / Nederland      | Sparta Rotterdam              | Jeonbuk Hyundai Motors     | € 300.000       |
| Stefan Velkov             | Bulgarije                    | FC Den Bosch                  | RKC Waalwijk               | Gehuurd         |
| Richard van der Venne     | Nederland                    | Go Ahead Eagles               | RKC Waalwijk               | Onbekend bedrag |
| Kenneth Vermeer           | Nederland / Suriname         | Feyenoord                     | Los Angeles FC             | Onbekend bedrag |
| Kevin Vermeulen           | Nederland                    | RKC Waalwijk                  | FC Dordrecht               | Transfervrij    |
| Agim Zeka                 | Albanië / Duitsland          | Fortuna Sittard               | Lille OSC                  | Was gehuurd     |
| Jeroen Zoet               | Nederland                    | PSV                           | FC Utrecht                 | Gehuurd         |
| Robin Zwartjens           | Nederland                    | FC Utrecht                    | ADO Den Haag               | Onbekend bedrag |

2007/08 (zomer · winter) · 
2008/09 (zomer · winter) · 
2009/10 (zomer · winter) · 
2010/11 (zomer · winter) · 
2011/12 (zomer · winter) · 
2012/13 (zomer · winter) · 
2013/14 (zomer · winter) · 
2014/15 (zomer · winter) · 
2015/16 (zomer · winter) · 
2016/17 (zomer · winter) ·
2017/18 (zomer · winter) ·
2018/19 (zomer · winter) ·
2019/20 (zomer · winter) ·
2020/21 (zomer · winter) ·
2021/22 (zomer · winter) ·
2022/23 (zomer · winter) ·
2023/24 (zomer · winter) ·
2024/25 (zomer · winter) ·